# Campeonato femenino sub-20 de la CAF de 2002
El Campeonato femenino sub-20 de la CAF de 2002 fue el I torneo que decidió que nación africana participaría de la Copa Mundial Femenina de Fútbol Sub-19 de 2002 de la FIFA.

## Primera Ronda
| Equipo 1              | Agr. | Equipo 2                 | Ida | Vuelta |
| --------------------- | ---- | ------------------------ | --- | ------ |
| Malaui                | w/o  | Zambia                   | –   | –      |
| Botsuana              | w/o  | Zimbabue                 | –   | –      |
| Guinea Ecuatorial     | 0–3  | República Centroafricana | 0–1 | 0–2    |
| Gambia                | w/o  | Marruecos                | –   | –      |
| Santo Tomé y Príncipe | 1–10 | Malí                     | 0–6 | 1–4    |
| Níger                 | bye  |                          |     |        |
| Nigeria               | bye  |                          |     |        |
| Sudáfrica             | bye  |                          |     |        |

|  | Malaui | Cancelado | Zambia |  |  |

|  | Zambia | Cancelado | Malaui |  |  |

- Malaui se retiró.

|  | Botsuana | Cancelado | Zimbabue |  |  |

|  | Zimbabue | Cancelado | Botsuana |  |  |

- Botsuana se retiró.

|  | Guinea Ecuatorial | 0:1 | República Centroafricana |  |  |

|  | República Centroafricana | 2:0 | Guinea Ecuatorial |  |  |

|  | Gambia | Cancelado | Marruecos |  |  |

|  | Marruecos | Cancelado | Gambia |  |  |

- Gambia se retiró.

|  | Santo Tomé y Príncipe | 0:6 | Malí |  |  |

|  | Malí | 4:1 | Santo Tomé y Príncipe |  |  |

## Fase Final
|  | Cuartos de final               | Cuartos de final         | Cuartos de final |               |   | Semifinales | Semifinales | Semifinales |  |  | Final   | Final | Final |
|  |                                |                          |                  |               |   |             |             |             |  |  |         |       |       |
|  |                                |                          |                  |               |   |             |             |             |  |  |         |       |       |
|  | Malí                           | 0                        | 0                |               |   |             |             |             |  |  |         |       |       |
|  | Nigeria                        | 6                        | 4                |               |   |             |             |             |  |  |         |       |       |
|  | Nigeria                        | 6                        | 4                | Nigeria (w/o) |   |             |             |             |  |  |         |       |       |
|  |                                |                          |                  |               |   |             |             |             |  |  |         |       |       |
|  |                                | Marruecos                |                  |               |   |             |             |             |  |  |         |       |       |
|  | Níger                          |                          |                  |               |   |             |             |             |  |  |         |       |       |
|  |                                |                          |                  |               |   |             |             |             |  |  |         |       |       |
|  | Marruecos (w/o)                |                          |                  |               |   |             |             |             |  |  |         |       |       |
|  |                                |                          |                  |               |   |             |             |             |  |  | Nigeria | 6     | 3     |
|  |                                |                          | Sudáfrica        | 0             | 2 |             |             |             |  |  |         |       |       |
|  | República Centroafricana (w/o) |                          |                  |               |   |             |             |             |  |  |         |       |       |
|  | Zimbabue                       |                          |                  |               |   |             |             |             |  |  |         |       |       |
|  |                                | República Centroafricana | 0                |               |   |             |             |             |  |  |         |       |       |
|  |                                |                          |                  |               |   |             |             |             |  |  |         |       |       |
|  |                                | Sudáfrica (w/o)          | 2                |               |   |             |             |             |  |  |         |       |       |
|  | Sudáfrica                      | Sudáfrica (w/o)          | 2                | 1             | 3 |             |             |             |  |  |         |       |       |
|  | Sudáfrica                      |                          |                  | 1             | 3 |             |             |             |  |  |         |       |       |
|  | Zambia                         | 0                        | 2                |               |   |             |             |             |  |  |         |       |       |

### Cuartos de final
|  | Zambia | 0:1 | Sudáfrica |  |  |

|  | Sudáfrica | 3:2 | Zambia |  |  |

|  | República Centroafricana | Cancelado | Zimbabue |  |  |

|  | Zimbabue | Cancelado | República Centroafricana |  |  |

- Zimbabue se retiró.

|  | Níger | Cancelado | Marruecos |  |  |

|  | Marruecos | Cancelado | Níger |  |  |

- Níger se retiró.

|  | Malí | 0:6 | Nigeria |  |  |

|  | Nigeria | 4:0 | Malí |  |  |

### Semifinal
|  | Nigeria | Cancelado | Marruecos |  |  |

|  | Marruecos | Cancelado | Nigeria |  |  |

- Marruecos se retiró.

|  | República Centroafricana | 0:2 | Sudáfrica |  |  |

|  | Sudáfrica | Cancelado | República Centroafricana |  |  |

- Sudáfrica fue originalmente descalificada debido a la denegación de visas a República Centroafricana para el segundo partido el 10 de febrero, pero en apelación la decisión fue revocada y se reprogramó para el 22 y 24 de marzo; República Centroafricana luego se retiró

### Final
|  | Nigeria | 6:0 | Sudáfrica |  |  |

|  | Sudáfrica | 2:3 | Nigeria |  |  |

## Clasificado a laCopa Mundial Femenina de Fútbol Sub-19 de 2002
| Bandera de Nigeria |
| Nigeria            |
|                    |